# 井倉站
井倉站（日语：／ Ikura eki */?）是位於岡山縣新見市井倉，屬於西日本旅客鐵道（JR西日本）的伯備線車站。車站編號為「JR-V16」。

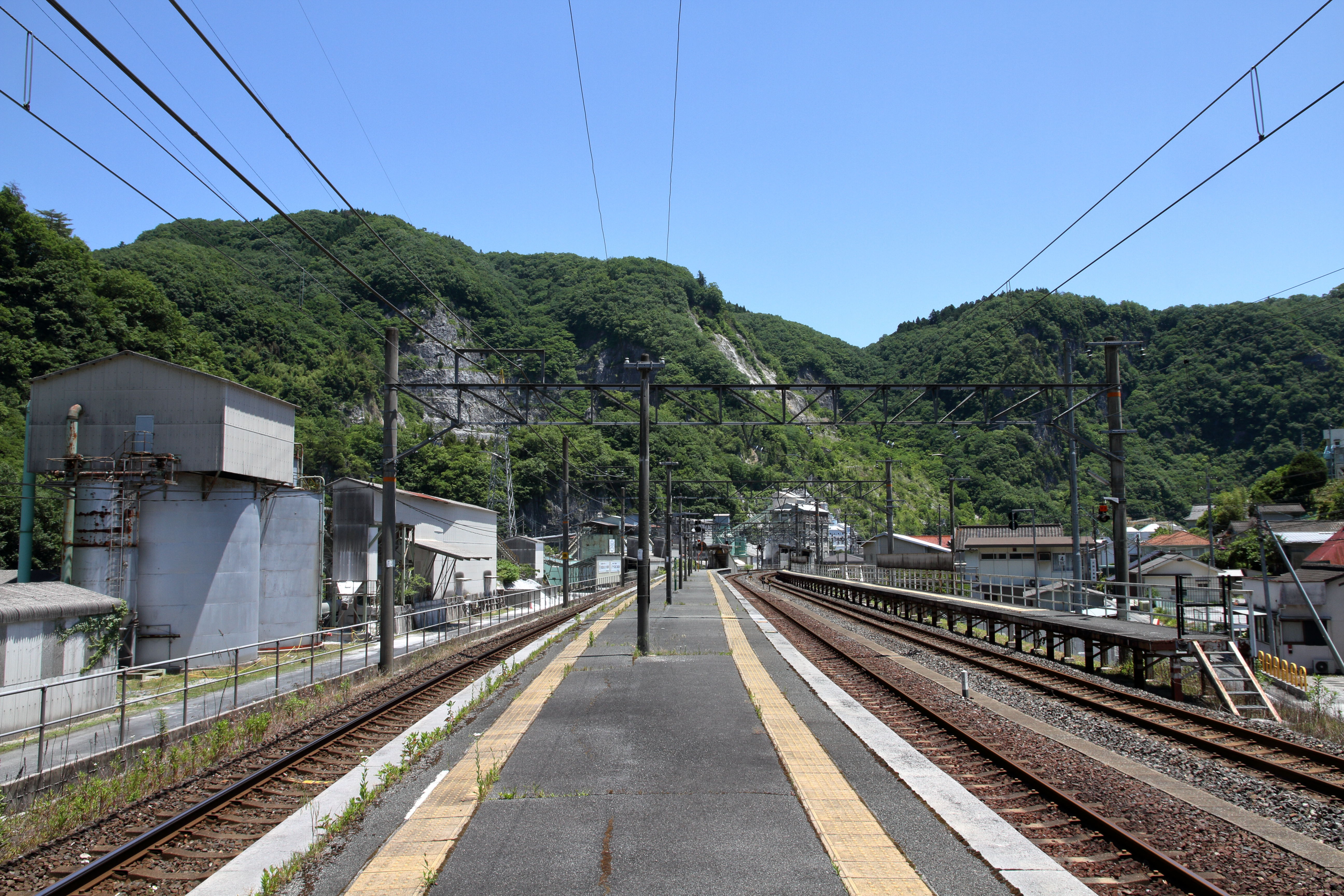
月台（2024年6月）

## 歷史
- 1928年（昭和3年）10月25日 - 國有鐵道伯備線全線開通（備中川面站至足立站之間開業），此站啟用。但是，包含此站在內，備中川面站至上石見站之間在同年11月25日才開始營運。
  - 當時車站地址為岡山縣阿哲郡石蟹鄉村井倉。
- 1954年（昭和29年）6月1日 - 隨著新見市（第一次）成立，車站地址為岡山縣新見市井倉。
- 1982年（昭和57年）7月1日 - 開始設有每日1往返特急「八雲」班次停站。
- 1986年（昭和61年）3月 - 現時車站大樓竣工。
- 1987年（昭和62年）4月1日 - 伴隨國鐵分割民營化，車站由西日本旅客鐵道（JR西日本）營運。
- 2005年（平成17年）3月31日 - 隨著新見市（第二次）成立，車站地址為岡山縣新見市井倉。
- 2006年（平成18年）3月18日 - 實施時間表修正，不再成為「八雲」停車站。

## 車站構造

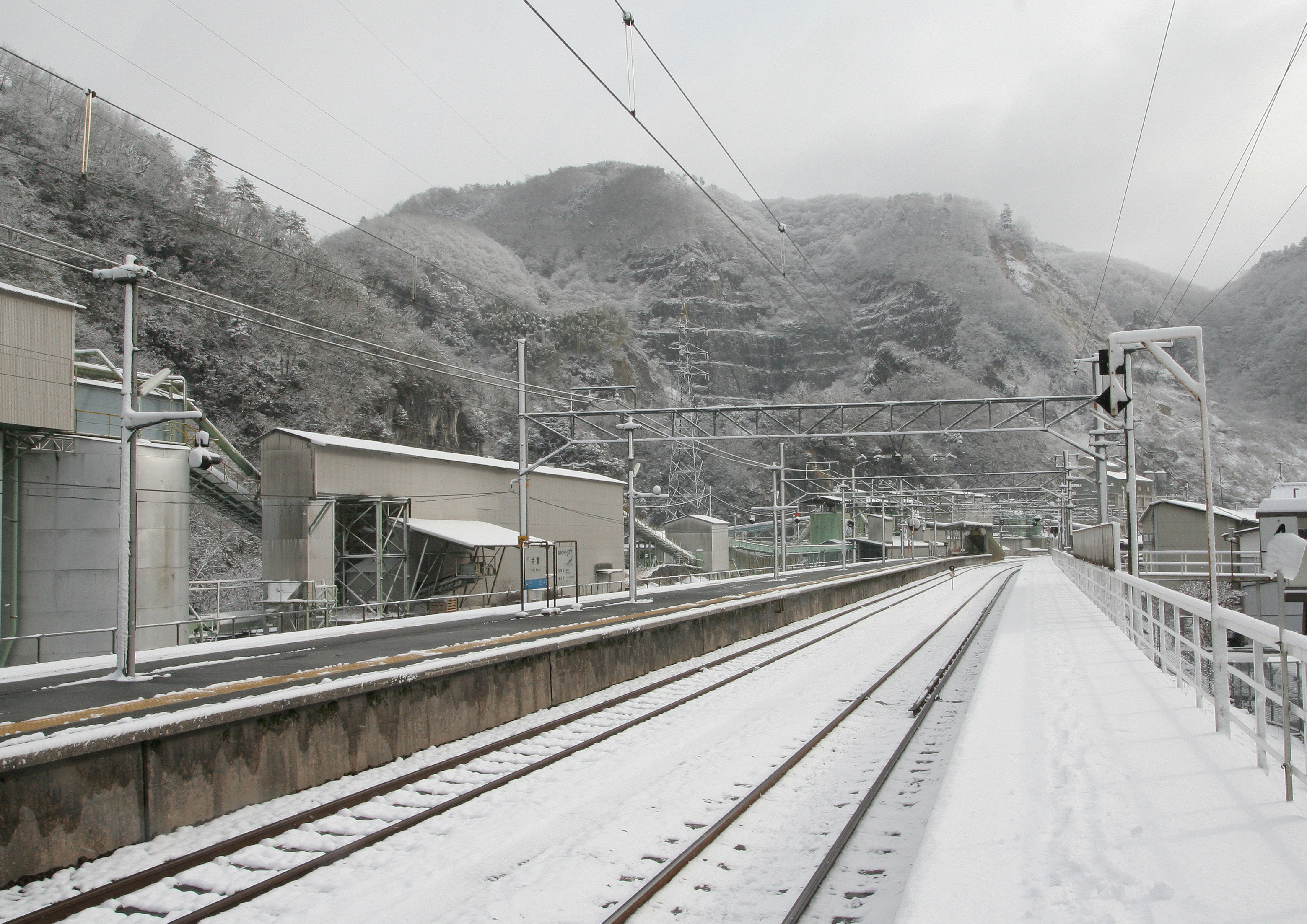
構内（2008年2月13日）

車站是一座地面車站，設有2面3線的單式、島式月台。新見方向為雙線鐵路，倉敷方向為單線鐵路。月台位於彎位上，月台之間設有行人隧道連接。
車站由新見站管理，為簡易委託車站。在中午前設有流動售票機發售車票。車站內沒有自動售票機、自動閘機。

### 月台
| 月台 | 路線   | 上下行 | 方向           | 備註                      |
| ---- | ------ | ------ | -------------- | ------------------------- |
| 1・2 | 伯備線 | 上行   | 倉敷、岡山方向 | 2號月台只用作待避特急之用 |
| 3    | 伯備線 | 下行   | 新見、米子方向 |                           |

1號月台為上行本線，3號月台為下行本線，2號月台為上下行副本線，主要讓待避特急列車使用，臨時列車和貨物列車也使用2號月台。截至2007年（平成19年），沒有定期旅客列車使用2號月台。

## 使用狀況
以下為近年1日平均乘車人次列表：
| 乘車人次變化 | 乘車人次變化    |
| 年度         | 1日平均乘車人次 |
| ------------ | --------------- |
| 1999         | 133             |
| 2000         | 132             |
| 2001         | 145             |
| 2002         | 131             |
| 2003         | 116             |
| 2004         | 113             |
| 2005         | 109             |
| 2006         | 107             |
| 2007         | 100             |
| 2008         | 95              |
| 2009         | 83              |
| 2010         | 73              |
| 2011         | 74              |
| 2012         | 65              |
| 2013         | 61              |
| 2014         | 53              |
| 2015         | 45              |
| 2016         | 44              |
| 2017         | 34              |
| 2018         | 30              |

## 車站周邊
沿川邊一帶設有村落。
- 井倉洞（日语：井倉洞）
- 羅生門（日语：羅生門 (鍾乳洞)）
- 新見市井倉市民中心
- 國道180號（日语：国道180号）
- 岡山縣道198號井倉停車場線（日语：岡山県道198号井倉停車場線）

## 相鄰車站
西日本旅客鐵道
 伯備線
方谷（JR-V15）－（廣石號誌站）－井倉（JR-V16）－石蟹（JR-V17）

## 注腳
1. ↑  岡山縣統計年報

## 外部連結
- 井倉｜車站資訊：JR出門網 - 西日本旅客鐵道